# Врачанска планина
Тази статия е за планината. За парка вижте Врачански Балкан (природен парк).
Врачанска планина (или Врачански Балкан) е планина в Северозападна България, част от Западна Стара планина, на територията на област Враца, област Монтана и Софийска област.

## Географско положение, граници, големина
Врачанска планина се издига в северната част на Западна Стара планина между Вършечката котловина на запад, Врачанското поле на североизток и Мездренската хълмиста област на изток. По така описаната разделителна линия преминава условната граница между Западна Стара планина на юг и Западния Предбалкан на север. На юг проломът на река Искър я отделя от планините Ржана и Голема, части от Стара планина, а на запад чрез Дружевската седловина (863 м н.в.) се свързва с планината Козница, също част от Стара планина.
Планината има форма на обърнат с върха си на югозапад равнобедрен триъгълник, с дължина на бедрата 20 на 22 km и дължина на основата – около 30 km. От дълбоките долини на реките Въртешница (Лева) и Черна (десни притоци на Ботуня) и Златица (ляв приток на Искър, вливаща се в него при с. Зверино) се разделя на три дяла: Беглички (на югозапад), Базовски (на изток) и Стрешерски (на северозапад). Най-високата точка е връх Бегличка могила (1481,4 m), разположен в средата на планината, при допира на трите дяла.

### Върхове
Врачанската планина се дели на три дяла, наречени на имената на най-високите върхове: Беглички, Базовски и Стрешерски.
- Бегличкият дял обхваща най-голяма площ и заема югозападната част. Тук са върховете Бегличка могила, Пършевица, Соколец. Тази част е особено внушителна откъм Искърския пролом, откъдето се разкриват мощните скални формации от триаски и юрски варовици и пясъчници.
- В Базовския дял са върховете Базовска могила, Малкото бранище, Ланджовица, Светогорски камък, Орловец и най-високият връх Бук. Тук са и каменните върхове: Качуля, Камарата, Купена, Дългия зъбер и Околчица.
- Стрешерският дял е най-малък. Върхове: Стрешеро, Биволарски връх, Пешка, Генова могила, Остри връх.

## Геоложки строеж
Билото на планината е широко и платовидно осеяно с изобилие от карстови форми: валози, понори, пещери и безотточни долини. Склоновете ѝ на североизток и юг са стръмни, на места отвесни, осеяни със скални венци, сипеи и срутища. Формирана е върху Згориградската антиклинала, ограничена от североизток от дълбок разлом. Изградена е от триаски и юрски, дълбоко окарстени варовици, припокриващи палеозойската ядка на антиклиналата.
В непосредствена връзка с геоложкия строеж на планината са и находищата на оловно-цинкови руди в мина „Плакалница“ и черните въглища в западната ѝ част.

## Климат и води
Климатът е умерено-континентален със сравнително студена зима и прохладно лято. От планината водят началото си трите реки Въртешница (Лева) и Черна (десни притоци на Ботуня) и Златица (ляв приток на Искър), разделящи я на три части.

## Почви
Почвите са кафяви горски и рендзини.

## Флора
Билото е заето предимно от пасища и отделни малки горички от бук, а склоновете са обрасли с редки гори и храсталаци от келяв габър и ксеротермни тревни формации. освен това в нея виреят над 80 редки, защитени или застрашени растителни видове, като влакнеста жълтуга, келереров кентрантус, снежно кокиче и др.

## Защитени територии
- Природен парк „Врачански Балкан“ – обхваща почти цялата територия на планината;
- Врачански карст – резерват

- Боров камък – защитена местност
- Веждата – защитена местност
- Връх Вола – защитена местност
- Лакатнишки скали – защитена местност

- Вратцата – природна забележителност
- Леденика – природна забележителност
- Новата пещера – природна забележителност
- Ритлите – природна забележителност
- Темната дупка – природна забележителност

## Населени места
Във вътрешността на планината са разположени 5 села: Горно Озирово, Згориград, Лютаджик, Паволче и Челопек, а по периферията ѝ: градовете Враца и Мездра и село Моравица (по североизточната периферия); Елисейна, Зверино, Крета, Лютиброд, Оплетня, Очиндол и Ребърково (по южната периферия – Искърски пролом); Горна Бела речка, Долна Бела речка и Миланово (по западния ѝ склон).

## Туризъм
- Природен парк „Врачански Балкан“.
- Национален парк „Христо Ботев“ с паметника (35 m) на връх Околчица и лобното място на Христо Ботев в местността Йолковица на 20 май (2 юни) 1876 г.;
- Искърски пролом с неговите Лакатнишки скали, Ритлите и Черепишки скали;
- над 500 пещери, някои от които са измежду най-интересните в България: Леденика, Елата, Змеюва дупка, Калната пропаст;
- ждрелото на река Въртешница (Лева) Вратцата край Враца с най-високите (400 m) отвесни скали на Балканите;
- водопадът Врачанска скакля край Враца (зад хълма Калето), най-високият (141 m) непостоянно течащ водопад в България;
- останки от римска крепост „Калето“ край Враца;

### Хижи
Във Врачанска планина се намират следните хижи:
| Име         | Надморска Височина (m) | Действаща | Места | Ток | Вода |
| ----------- | ---------------------- | --------- | ----- | --- | ---- |
| „Леденика“  | 1280                   | Да        | 53    | Да  | Да   |
| „Пършевица“ | 850                    | Да        | 86    | Да  | Да   |

## Топографска карта
- Лист от карта K-34-35. Мащаб: 1 : 100 000.
- Лист от карта K-34-36. Мащаб: 1 : 100 000.